# Siegfried Kurz
Siegfried Kurz (født 18. juli 1930 i Dresden, Tyskland, død 8. januar 2023 smst) var en tysk komponist, dirigent, trompetist, professor og lærer. Kurz studerede trompet, direktion og komposition på Musikkonservatoriet i Dresden, og Dresden Teater.
Han er nok mest kendt som dirigent, hvor han har dirigeret orkesterværker og operaer af f.eks. Beethoven og Tjajkovskij etc. Kurz har dog skrevet seriøse værker såsom tre symfonier, orkesterværker, kammermusik etc. Han var senere lærer på Musikkonservatoriet i Dresden, hvor han endte som professor i komposition.

## Udvalgte værker
- Lille Symfoni (1953) - for strygeorkester
- Symfoni nr. 1 (1958) - for orkester
- Symfoni nr. 2 (1960) - for orkester
- Trompetkoncert (1953) - for trompet og strygeorkester
- Sonatine (1967) - for orkester
- Klaverkoncert (1964) - for klaver og orkester